# Bonanza Bros.
Bonanza Bros. (ボナンザブラザーズ, Bonanza Brothers: Wanted Dead or Alive) est un jeu vidéo d'action développé et édité par Sega, sorti en 1990 sur borne d'arcade. Le jeu a été adapté sur Amiga, Amstrad CPC, Atari ST, Commodore 64, Master System, Mega Drive, PC Engine et ZX Spectrum.

## Système de jeu
Bonanza Bros. est un mélange de jeu de plates-formes, de tir, et d'infiltration.
Le joueur 1 contrôle Robo (le grand maigre et rouge), le joueur 2 contrôle Mobo (le petit gros et bleu). Le jeu consiste à ramasser divers objets dispersés dans chaque niveau consistant en un bâtiment, et à se diriger vers la sortie, une fois tous les objets ramassés, et ce, en évitant les différents gardes. Le joueur dispose d'un pistolet permettant de neutraliser pendant quelques secondes les-dit gardes, mais certains d'entre eux possèdent eux aussi un pistolet.
Le joueur doit se débrouiller pour échapper à la vigilance des gardes, si un garde voit le joueur, un point d'exclamation s'affichera au-dessus de sa tête, puis sifflera pour alerter ses collègues, qui se mettront à la poursuite du joueur jusqu'à ce qu'ils le touchent, ou leur échappe, notamment en changeant de pièce ou d'étage.
Les gardes de base, qui ressemblent à des agents de police, peuvent être neutralisés d'un simple coup de feu, d'autres gardes, ressemblant à des CRS en armure, ne peuvent être touchés que d'un seul côté à cause de leur bouclier de protection, il y a aussi des chiens, des robots inoffensifs, mais qui peuvent alerter les gardes en faisant du bruit, ainsi qu'un balèze qui jette des bombes sur lequel on doit tirer plusieurs fois pour le neutraliser. Il est aussi possible de neutraliser un ennemi si on ouvre une porte et qu'il se trouve derrière.
Le joueur peut également se mettre dos aux murs et se déplacer sur deux plans.

## Versions
- 1990 - Arcade
- 1991 - Master System, Mega Drive
- 1991 - Amiga, Atari ST (Synergy, U.S. Gold)
- 1991 - Amstrad CPC, ZX Spectrum (Tiertex, U.S. Gold)
- 1991 - X68000
- 1992 - Commodore 64 (U.S. Gold)
- 1992 - PC Engine

Le jeu a été réédité en 2004 sur PlayStation 2 dans la collection Sega Ages 2500 Vol. 6: Bonanza Brothers et en 2006 sur PS2 et PSP dans la compilation Sega Mega Drive Collection. En 2007, la version Mega Drive a été proposée en téléchargement sur la Console virtuelle de la Wii.